# Orléans
Orléans (do češtiny někdy překládáno jako Orleán) je město ve Francii, od jehož názvu a názvu celé oblasti se v minulosti odvozoval šlechtický titul příslušející mladším synům z královského rodu – titul vévoda orleánský.

## Geografie
Město leží v regionu Centre, sídlo departementu Loiret. Leží na řece Loiře v nadmořské výšce 90–124 m a na ploše 27,48 km² čítá 114 286 obyvatel (2012). Je obklopeno rovinatou krajinou, na jižním břehu Loiry pokrytou četnými lesy (oblast Sologne) a na severním břehu obilnářskou oblastí Beauce.
Sousední obce: Saran, Fleury-les-Aubrais, Semoy, Saint-Jean-de-la-Ruelle, Saint-Jean-de-Braye, Saint-Pryvé-Saint-Mesmin, Olivet, Ardon, Saint-Jean-le-Blanc a Saint-Cyr-en-Val.

## Historie

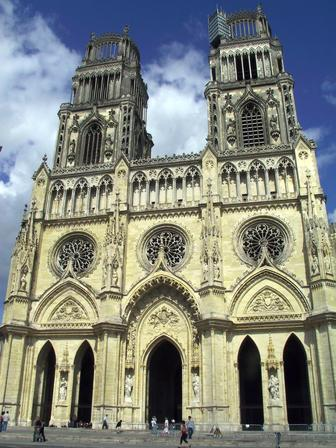
Katedrála sv. Kříže

Město Orléans založili již Keltové jako Cenabum. Roku 52 př. n. l. zde byla zavražděna řada římských obchodníků, a tak vypuklo dobře připravené povstání Galů proti Římské říši. Po následném dobytí Galie Caesarem bylo pod římskou správou součástí provincie Gallia Lugdunensis jako Cenabum Aureliani nebo Aurelianum (na počest císaře Aureliana). Pod tímto názvem město také existovalo i za dob raného křesťanství a franské říše. Ve 3. století bylo ve městě založeno orleánské biskupství. V 9. století byl dobyt Normany, později byl v držení Kapetovců.
Na začátku 14. století se začala rozvíjet kultura a vzdělanost založením univerzity. Za stoleté války se Orléans proslavil Johankou z Arku, která roku 1429 osvobodila město od anglické nadvlády.

## Památky
Nejvýznamnější orleánskou památkou je gotická katedrála svatého Kříže (Cathédrale Sainte-Croix) z let 1278–1329.
Dále je zde zachovalé historické jádro, zahrnující např. Groslotův dům (L'hôtel Groslot), z let 1549–1555 či Dům Jany z Arku (La Maison de Jeanne d'Arc), v němž Panna Orleánská nocovala od 24. dubna do 9. května 1429.

## Demografie
Počet obyvatel

## Osobnosti spojené s městem
- Jana z Arku (1412–1431), francouzská hrdinka a bojovnice proti Angličanům
- Jan Kalvín (1509–1564), švýcarský teolog francouzského původu, zakladatel kalvinismu
- František II. Francouzský (1544–1560), francouzský král
- Auguste de Saint-Hilaire (1179–1853), francouzský botanik a cestovatel
- Louis Pasteur (1822–1895), francouzský biolog, chemik a lékař
- Paul Gauguin (1848–1903), francouzský malíř
- Georges Bataille (1897–1962), francouzský myslitel, esejista a spisovatel
- Marion Cotillardová (* 1975), francouzská herečka

## Partnerská města
- Dundee, Skotsko
- Krakov, Polsko
- Kristiansand, Norsko
- Lugoj, Rumunsko
- Münster, Německo
- Parakou, Benin
- Saint-Flour, Francie
- Tarragona, Španělsko
- Treviso, Itálie
- Tyre, Libanon
- Ucunomija, Japonsko
- Wichita, Kansas, USA